# بروس هولاند
بروس هولاند (بالإنجليزية: Bruce Holland)‏ هو سياسي أمريكي، ولد في 11 يونيو 1968 في فورت سميث في الولايات المتحدة. حزبياً، نشط في الحزب الجمهوري. وقد انتخب عضو مجلس ولاية أركنساس.